# Cuando quiere un mexicano
Cuando quiere un mexicano es una película mexicana filmada en 1944. Protagonizada por el cantante mexicano Jorge Negrete y la actriz argentina Amanda Ledesma. También fue distribuida bajo el nombre "La gauchita y el charro".

## Argumento
Guillermo, un hombre adinerado que odia a las mujeres (Jorge Negrete) huye de la frívola sociedad para refugiarse en la vida campestre, acompañado de su mayordomo Nerón (Enrique Herrera). Mercedes es una muchacha argentina (Amanda Ledesma) que gusta de vivir en la alta sociedad, dándole siempre disgustos a su padre, (Vicente Padula) quien es incapaz de controlar a la rebelde joven. Cuando su padre muere pone como condición para recibir la herencia que la muchacha se case antes de un año, por lo que Mercedes decide recorrer el mundo y despilfarrar la fortuna antes de que se cumpla el plazo, acompañada por su sirvienta Agripina. Por un accidente aéreo se encuentra con Guillermo quien, al encontrarse precisamente frente a aquello de lo que huía, decide hacerse pasar por el mayordomo y dejar que Nerón disfrute de ser el amo, al menos en apariencia. Esto lleva a una serie de enredos donde la naturaleza impulsiva de ambos protagonistas los llevará a tomar decisiones que al final los unirán románticamente.

## Premios
Esta cinta fue filmada antes de la creación de la Academia Mexicana de Artes y Ciencias Cinematográficas.